# Коваленко, Андрей Валерьевич
Андре́й Вале́рьевич Ковале́нко (20 марта 1970, Гомель, Белорусская ССР, СССР) — советский и белорусский футболист, нападающий и полузащитник.

## Карьера
Футбольную карьеру начал в клубах второй лиги Белорусской ССР. На высшем уровне выступал за российские «Кубань» Краснодар (1992), «Ротор» Волгоград (1993), «Ростсельмаш» Ростов-на-Дону (1996—1998), «Факел» Воронеж (2000).
Всего в высшем дивизионе провёл 116 игр, забил 17 мячей.

## Личная жизнь
Младший брат Константин также футболист.